# Koitere
Koitere ist ein 163,7 km² großer See im Gemeindegebiet von Ilomantsi in der finnischen Landschaft Nordkarelien.
Der See liegt auf einer Höhe von 143,4 m.
Im See befinden sich zahllose Inseln.
Der Abfluss des Koitere mündet nach kurzer Strecke in den Koitajoki, einem Nebenfluss des Pielisjoki.
Der Koitere gehört zum Einzugsgebiet des südwestlich gelegenen Sees Pyhäselkä, der wiederum zum Saimaa-Seensystem gehört.
Am Nordufer befindet sich der Nationalpark Patvinsuo.
Koitere Lacus, ein Methansee auf dem Saturnmond Titan, wurde nach dem Koitere benannt.